# Accademia lunigianese di scienze
L'Accademia lunigianese di scienze è un'istituzione culturale di La Spezia, nata nel 1919 con la denominazione di Società lunigianense di storia naturale e trasformata in Accademia scientifica nel 1924.
Intitolata al geologo e paleontologo Giovanni Capellini, il suo scopo statutario è in generale di contribuire al progresso delle scienze ed in particolare di promuovere le ricerche e gli studi sulla Lunigiana e sulle regioni ad essa limitrofe.

I suoi campi d'interesse sono dedicati alle scienze, alla storia e l'archeologia, alla letteratura e le arti, alle tradizioni e ai dialetti locali, promuovendo pubblicazioni e convegni.

La sua ricca biblioteca ospita in particolare la raccolta di libri della Sezione lunense dell'Istituto internazionale di studi liguri.

## L'edificio
La storica sede dell'Accademia è in via XX Settembre, in un edificio costruito grazie ai fondi raccolti con il ricavato di una pubblica sottoscrizione cittadina ed inaugurato nel 1929.
La costruzione, dalla compatta volumetria classicheggiante, è progetto dall'architetto Manlio Costa che qui ha condotto una personale semplificazione degli elementi classici introdotti, declinandoli in pure forme geometriche. 
La Soprintendenza ai Beni Ambientali e Architettonici ha vincolato l'edificio per il suo notevole interesse storico ed architettonico.